# کبوتر میوه‌خوار کوتوله
کبوتر میوه‌خوار کوتوله با نام علمی Ptilinopus naina پرنده‌ای از سردهٔ کبوتران میوه‌خوار است که در جنگل‌های کوهپایه‌ای و زمین‌های پست گینه نو و جزایر راجا آمپات یافت می‌شود.

## مشخصات
کبوتر میوه‌خوار کوتوله دارای جثه‌ای به طول ۱۳ تا ۱۵ سانتی‌متر است و یکی از کوچکترین کبوترهای جهان به‌شمار می‌رود. با این‌حال این کبوتر پرنده‌ای فربه بوده و برخی دیگر گونه‌ها از آن کم‌وزنتر هستند. پرهای کبوتر میوه‌خوار کوتوله تماماً سبز است و خطوط باریک زردرنگی در بال‌ها داشته و زیر دم آن نیز زردرنگ است. پرندگان نر و ماده به یکدیگر شبیهند و تنها بخشی از شکم پرندهٔ نر ارغوانی‌رنگ است.